# Craterul Nicholson
Nicholson este un crater de impact meteoritic în Teritoriile de Nordvest, Canada.

## Date generale
Are 12,5 km în diametru și are vârsta estimată la mai puțin de 400 milioane ani (Devonian sau mai devreme). Craterul nu este expus la suprafață.